# Chelidonium binotatum
Chelidonium binotatum är en skalbaggsart som beskrevs av Brongniart 1892. Chelidonium binotatum ingår i släktet Chelidonium och familjen långhorningar. Inga underarter finns listade i Catalogue of Life.